# RK-Bro
RK-Bro fue un equipo estadounidense face de lucha libre profesional compuesto por Randy Orton y Matt Riddle. Entre sus logros, destacan dos reinados como Campeones en Parejas de Raw.

## Historia
En el episodio del 19 de abril de 2021 de Raw, Riddle interrumpiría una entrevista que le estaban concediendo a Randy Orton, donde le sugirió una formación de equipos, aunque Orton descartó la idea y se fue. Más tarde en la misma noche se hizo un combate entre Orton y Riddle, que este último ganó con un roll-up. La semana siguiente, Orton estaba detrás del escenario con Riddle cuando nuevamente le animó a formar equipo. Más tarde, el recién nombrado RK-Bro derrotó a The Hurt Business (Cedric Alexander & Shelton Benjamin. En backtage, Orton le sugirió a Riddle que llevaran al equipo "un día a la vez", convirtiéndose en face en el proceso.
En el episodio del 3 de mayo de Raw, Orton y Riddle derrotaron a Elias y Jaxson Ryker; ganando el combate.  En el episodio del 10 de mayo, RK-Bro se asoció con The New Day (Kofi Kingston & Xavier Woods) para derrotar a AJ Styles, Omos, Elias y Ryker en una lucha por equipos de ocho hombres. En el episodio del 14 de junio, RK-Bro derrotó a The New Day en una lucha por equipos. La semana siguiente, Orton se enfrentó a John Morrison en un combate clasificatorio de Money in the Bank, pero fue derrotado, mientras que Riddle ganó su combate clasificatorio contra Drew McIntyre. La semana siguiente, Orton estaba programado para enfrentar a Styles y McIntyre en un combate de última oportunidad, pero por razones desconocidas fue retirado y reemplazado por Riddle, quien perdería el combate en representación de Orton.

### Campeones en Parejas de Raw (2021-2022)
Después de una ausencia de siete semanas, Orton regresó en el episodio del 9 de agosto de Raw, venciendo a AJ Styles en un combate tras una interferencia de Riddle, sin embargo, Orton le atacó con un RKO, aunque esto no se interpretó como siendo heel de nuevo, sino como la forma única de Orton de mostrar gratitud. La semana siguiente, Orton reunió oficialmente al equipo después de que Riddle lo salvara de un ataque a manos de Styles y Omos. En SummerSlam, RK-Bro derrotó a Styles y Omos para ganar su primer Campeonato de Parejas de Raw, tanto individualmente como en equipo, además de ser la primera vez que Orton ganaba un título en parejas desde 2007. El 30 de agosto en Raw, defendieron con éxito los campeonatos contra Bobby Lashley y MVP y también lo hicieron en Crown Jewel contra AJ Styles y Omos, acabando definitivamente la rivalidad con ellos.
En Survivor Series, RK-Bro derrotaría a los Campeones de Parejas de SmackDown, The Usos (Jey Uso & Jimmy Uso), en una lucha entre marcas. Posteriormente, el dúo continuaría defendiendo con éxito los Campeonatos en Parejas de Raw contra Dirty Dawgs (Dolph Ziggler & Robert Roode) en el episodio del 29 de noviembre de Raw y contra The Street Profits (Angelo Dawkins & Montez Ford) en el evento Day 1 el 1 de enero de 2022.
En el episodio del 10 de enero de 2022 de Raw, Orton y Riddle perdieron los títulos ante Alpha Academy (Chad Gable y Otis), poniendo fin a su reinado en 142 días. Sin embargo, en el episodio del 7 de marzo de Raw, recuperaron los títulos en una lucha por equipos de triple amenaza contra Alpha Academy y el equipo de Kevin Owens y Seth Rollins; con Riddle cubriendo a Gable. En la noche dos de WrestleMania 38 el 3 de abril, RK-Bro defendió exitosamente los títulos contra The Street Profits y Alpha Academy.
En el episodio del 11 de abril de Raw, The Usos lanzaron un desafío a RK-Bro a un combate donde los títulos en parejas de ambas marcas estaban en juego, emulando a lo sucedido con Roman Reigns y Brock Lesnar previamente donde estaban en juego tanto el Campeonato de la WWE como el Campeonato Universal. Orton y Riddle aceptaron el reto y el combate se hizo oficial el Winner Takes All match para WrestleMania Backlash. Sin embargo, en el episodio del 29 de abril de SmackDown, la firma del contrato para el combate terminó con Roman Reigns ayudando a The Usos a atacar Orton y Riddle, rompiendo el contrato en el proceso. Luego, Drew McIntyre salió y unió fuerzas con RK-Bro para expulsar a The Bloodline del ring. Fue entonces cuando Paul Heyman luego se reunió con el oficial de la WWE Adam Pearce para solicitarle que cancelara el combate de unificación del campeonato por equipos y, en cambio, se hiciera un combate por equipos de seis hombres con The Bloodline contra RK-Bro y McIntyre, en que perdieron después de que Reigns cubriera a Riddle. Finalmente, la lucha de unificación entre The Usos y RK-Bro se programó más tarde en el episodio del 20 de mayo de SmackDown, donde los primeros se llevaron el triunfo para así unificar ambos títulos y finalizando el reinado de 74 días del dúo.
Después de la lesión de Orton, Riddle continuó compitiendo a nivel individual durante el resto de 2022. En septiembre de 2023, Riddle anunció su salida de WWE, disolviendo el equipo de forma definitiva.

## Campeonatos y logros
- WWE
  - Raw Tag Team Championship (2 veces)